# Lista de cetáceos por população
Esta é uma lista de cetáceos por população.
| Nome Popular                     | Nome Científico        | População       | Estado | Tendência    | Notas | Imagem |
| -------------------------------- | ---------------------- | --------------- | ------ | ------------ | ----- | ------ |
| Baleia-franca-do-atlântico-norte | Eubalaena glacialis    | 300 - 350       | EN     | [ 1 ]        |       |        |
| Baleia-franca-do-pacífico        | Eubalaena japonica     | 500             | EN     | Desconhecido |       |        |
| Vaquita                          | Phocoena sinus         | 567             | CR     | [ 3 ]        |       |        |
| Golfinho-do-ganges               | Platanista gangetica   | 843 - 1171      | EN     | Desconhecido |       |        |
| Baleia-franca-austral            | Eubalaena australis    | 7500            | LC     | [ 5 ]        |       |        |
| Baleia-da-groenlândia            | Balaena mysticetus     | 10 000          | LC     | [ 6 ]        |       |        |
| Baleia-azul                      | Balaenoptera musculus  | 10 000 - 25 000 | EN     | [ 7 ]        |       |        |
| Baleia-cinzenta                  | Eschrichtius robustus  | 15 000 - 22 000 | LC     | [ 10 ]       |       |        |
| Golfinho-cabeça-de-melão         | Peponocephala electra  | 50 000          | LC     | Desconhecido |       |        |
| Orca                             | Orcinus orca           | 50 000          | DD     | Desconhecido |       |        |
| Baleia-jubarte                   | Megaptera novaeangliae | 60 000          | LC     | [ 14 ]       |       |        |
| Narval                           | Monodon monoceros      | 80 000          | NT     | Desconhecido |       |        |
| Baleia-bicuda-de-cuvier          | Ziphius cavirostris    | 100 000         | LC     | Desconhecido |       |        |
| Golfinho-de-dentes-rugosos       | Steno bredanensis      | 150 000         | LC     | Desconhecido |       |        |
| Baleia-branca ou Beluga          | Delphinapterus leucas  | 200 000         | NT     | Desconhecido |       |        |
| Golfinho-comum                   | Tursiops truncatus     | 600 000         | LC     | Desconhecido |       |        |
| Toninha-comum                    | Phocoena phocoena      | 700 000         | LC     | Desconhecido |       |        |
| Boto-de-dall                     | Phocoenoides dalli     | 1 200 000       | LC     | Desconhecido |       |        |
| Golfinho-riscado                 | Stenella coeruleoalba  | 2 000 000       | LC     | Desconhecido |       |        |
| Golfinho-pintado-pantropical     | Stenella attenuata     | 2 500 000       | LC     | Desconhecido |       |        |